# Komitet Przyjaciół Waffen-SS
Komitet Przyjaciół Waffen-SS (fr. Comité des amis de la Waffen SS) – komitet propagandowy w okupowanej Francji podczas II wojny światowej
Komitet został utworzony 5 kwietnia 1944 r. w Paryżu przez ministra informacji Francji Vichy Paula Mariona. W jego skład weszli m.in. François Chasseigne, minister rolnictwa i dostaw oraz Marcel Déat, minister pracy i solidarności narodowej rządu Francji Vichy, Joseph Darnand, szef Milice Française, Jacques Doriot, przewodniczący Francuskiej Partii Ludowej, płk Michel Alerme. Zadaniem Komitetu było prowadzenie działalności propagandowej nawołującej do werbunku Francuzów do Waffen-SS. Do tej pory ochotnicy z Francji wstępowali do Waffen-SS jedynie pojedynczo, co doprowadziło do tego, że w tej formacji służyło nieco ponad 300 Francuzów, głównie w 5 Dywizji Pancernej SS "Wiking" i 3 Dywizji Pancernej SS "Totenkopf". Zorganizowana kampania propagandowa prowadzona przez Komitet obejmowała wywieszanie plakatów, rozrzucanie ulotek, zamieszczanie artykułów w prasie, przemówienia radiowe itd. Okazała się tak skuteczna, że już do pocz. sierpnia 1944 r. zgłosiło się ponad 1,5 tys. francuskich ochotników. Musieli oni spełniać surowe kryteria rasowe i fizyczne, a ich wiek miał wynosić od 20 do 25 lat. Wywodzili się oni z organizacji młodzieżowych działających we Francji Vichy, Milice Française J. Darnanda oraz różnych partii i ugrupowań kolaboracyjnych. Dużą część wśród nich stanowili studenci. Francuscy ochotnicy, po przejściu przeszkolenia wojskowego, utworzyli Francuską Ochotniczą Brygadę Szturmową SS.